# Onda de calor

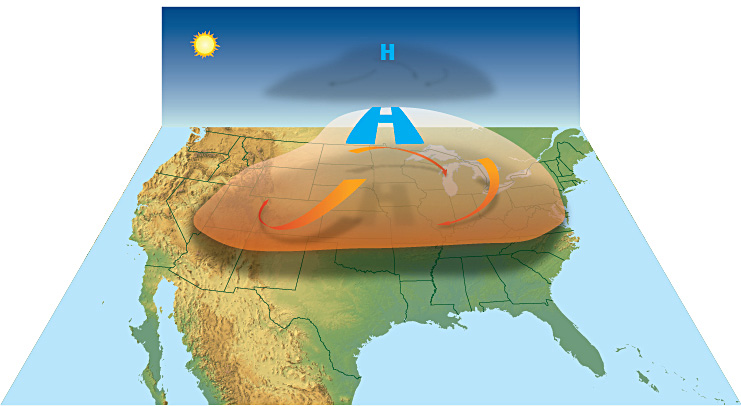
Um sistema de alta pressão na atmosfera superior retém o calor perto do solo, formando uma onda de calor.

Uma onda de calor ou tempo de canícula é um período de no mínimo três dias de tempo excessivamente quente, que pode ser também excessivamente úmido. O termo depende da temperatura considerada “normal” em cada zona, pois uma mesma temperatura que num clima quente se considere normal pode ser considerar como onda de calor numa zona com clima mais temperado. Este tempo cálido pode ser o habitual ao longo de um verão, ou pode ser um incremento anormal de temperaturas que ocorre uma vez por década ou por século, como indica o cientista italiano Roberto Pierri no seu livro, “Fenómenos Naturais”. 
Algumas regiões são mais suscetíveis a ondas de calor que outras. Por exemplo, os climas de tipo mediterrânico apresentam dias de canícula em que se produzem ondas de calor, e o período pode converter-se localmente em extremamente quente.
A consequência mais grave das ondas de calor é a possibilidade de mortes por hipertermia, especialmente entre os idosos, crianças e pessoas doentes. Se a onda ocorre durante um período de seca, além de poderem favorecer o surgimento e propagação de incêndios florestais, provocam elevados prejuízos na agricultura e aumentam o consumo de água e eletricidade.
A onda de calor registada em agosto de 1965 na Península Ibérica provocou um aumento do consumo de eletricidade que levou a que o seu preço médio no mercado diário de produção ('pool') aumentasse em 24,3% durante esse mês, até aos 3,888 cêntimos de euro por quilowatt-hora (kWh) (kWh), face aos 3,184 cêntimos de média de agosto de 2002, segundo dados do Operador do Mercado Elétrico (OMEL). Um aumento de consumo pode dar origem a cortes de fornecimento, que podem ser mitigados mediante o uso de energias alternativas, em especial a energia solar. Julho de 2019 foi o mês mais quente já registrado para o planeta.

## Duração de uma onda de calor
Cada agência ou instituto meteorológico define os seus critérios para a consideração de uma época quente como onda de calor. Normalmente é considerado um período de pelo menos 3 dias com temperaturas anormalmente elevadas. 
Em Portugal é adotada a definição do índice de duração da onda de calor (HWDI – Heat Wave Duration Index) da Organização Meteorológica Mundial: quando num intervalo de pelo menos 6 dias consecutivos, a temperatura máxima diária é superior em 5 °C ao valor médio diário do período de referência.
De realçar, no entanto, que esta definição está mais relacionada com o estudo e análise da variabilidade climática (em termos de tendências) do que propriamente com os impactos na saúde pública de temperaturas extremas que possam observar-se num período mais curto. Por exemplo, a ocorrência de 3 dias em que a temperatura seja 10 °C acima da média terá certamente mais impacto na saúde que 7 dias com temperatura 5 °C acima da média.
As ondas de calor, que podem ocorrer em qualquer altura do ano, são mais notórias e sentidas pelos seus impactos quando ocorrem nos meses de verão (Junho, Julho e Agosto). De referir ainda que Junho é o mês de verão em que as ondas de calor ocorrem com maior frequência em Portugal Continental. Desde a década de 1940, período em que existe informação meteorológica diária num maior número de estações, têm-se verificado ondas de calor de extensão espaço-temporal variável; no entanto, é a partir da década de 90 que se regista a maior frequência deste fenómeno.
Já nos Países Baixos uma onda de calor é o período de pelo menos 5 dias consecutivos em que a temperatura máxima em De Bilt exceda 25 °C (77 °F), sendo em pelo menos 3 dias desse período superior a 30 °C (86 °F).. Esta definição também se ajusta para a Bélgica, Dinamarca e Luxemburgo.
Já na América do Norte, um tempo canicular ou onda de calor é habitualmente definido como o período de 3 ou mais dias consecutivos acima de 90 °F (32,22 °C)., embora no México a temperatura seja geralmente superior muito frequentemente.
Já o Brasil, utiliza o portal Alert-AS, do Instituto Nacional de Meteorologia (INMET), para informar sobre ondas de calor que se formam sobre determinada região do país. Para o INMET, as temperaturas (mínima histórica e máxima histórica) precisam estar no mínimo 5°C acima do normal para o período por 3 dias consecutivos. Entretanto, somente o município do Rio de Janeiro utiliza uma tabela detalhada sobre os níveis de calor, classificados respectivamente como: NC1, NC2, NC3, NC4 e NC5. Nos dois últimos níveis, eventos e serviços no local podem ser suspensos temporariamente ou cancelados. As medições são feitas pelo Alerta Rio, pasta ligada ao Centro de Operações e Resiliência
Incêndios florestais têm destruído grandes extensões territoriais de cobertura vegetal nativa. No Brasil, o clima seco no inverno favorece a ocorrência de incêndios em várias regiões, principalmente no cerrado. 
Apesar da ocorrência de fogo ser comum no Cerrado, no qual grande número de espécies vegetais depende do fogo para reprodução e desenvolvimento, várias pesquisas indicam que a alta frequência de incêndios está além do que os ambientes naturais suportam e isso se caracteriza como um risco à conservação de áreas nativas, com implicações na perda da biodiversidade. (IBAMA, 2006)
Durante o período de estiagem, existem as melhores condições para queima da cobertura vegetal do Cerrado, porque a parte aérea do estrato herbáceo, formado principalmente por gramíneas, desseca em consequência da falta de água na camada superficial do solo. Os estratos arbóreo e arbustivo são menos afetados, devido à grande profundidade de suas raízes, as quais atingem a camada úmida do solo (OLIVEIRA, 1998).
Sendo assim, pode-se dizer que o efeito de fogo na fisionomia afeta principalmente a camada arbustiva, especialmente os arbustos de caule fino, e depende da densidade e altura das gramíneas da camada rasteira, pois quando estas secam, é a fonte principal de combustível. 

## Incidência
As ondas de calor costumam ocorre durante os dias de verão; o termo canicula, denota o fenómeno geral de uma onda de calor, e provém do italiano canicula (pequeno animal) aplicado à estrela Sirius, também conhecida como "Estrela Can."
Algumas regiões da Terra são mais suscetíveis ao calor que outras, tais como os tipos climáticos mediterrânicos com verões secos que em algumas vezes são extremamente quentes. As grandes metrópoles e cidades também são especialmente susceptíveis, uma vez que a onda de calor (de maior escala espacial e temporal, sinótica) pode se associar ao fenômeno da ilha de calor urbana.

## Prognóstico
Segundo a Metsul, ondas de calor como esta, na região e outros locais do planeta, serão cada vez mais frequentes devido ao aquecimento global. “O aumento da duração, intensidade e frequência desse fenômeno climático reflete o acréscimo da temperatura média global decorrente da elevada emissão de gases do efeito estufa sendo exacerbado, em parte, pelas ilhas de calor [áreas urbanas que aprisionam o calor e tornam a temperatura mais alta que os arredores]”, disse a meteorologista Renata Libonati, professora do Departamento de Meteorologia do Instituto de Geociências da Universidade Federal do Rio de Janeiro (UFRJ), num texto no portal da Metsul. 